# Jacob Burtschi
Jacob Burtschi (Chickasha, Oklahoma, Estados Unidos, 21 de mayo de 1984) es un exjugador de baloncesto profesional estadounidense que jugó seis temporadas en diferentes ligas.

## Trayectoria
Es un jugador polivalente, formado en Air Force Falcons, donde en su año sénior promedió 13,5 puntos (49,7 % en tiros de dos puntos, 39 % en triples y 77,3 % en tiros libres), 6,1 rebotes, 2,5 asistencias y 2,3 robos de balón para dar su salto al profesionalismo en Hagen, en la Bundesliga alemana en la temporada 2010/11 donde fue el mejor debutante con unos promedios de 14,2 puntos con un 44,2 % de acierto en triples, 6,9 rebotes, 2,5 asistencias y 1,5 robos, en los 33 encuentros que disputó.
En 2011 se convierte en el primer fichaje del CAI Zaragoza para la próxima temporada, tras el acuerdo al que llegó con el club y el jugador para una temporada con opción —por parte del CAI— a una segunda
En diciembre de 2011 el jugador abandona la disciplina del CAI Zaragoza rescindiendo su contrato de acuerdo con el club y vuelve a la Bundesliga.

## Clubs
- (2007-2010): Air Force Falcons. NCAA.  Estados Unidos
- (2010-2011): Phoenix Hagen.  Alemania
- (2011): CAI Zaragoza.  España
- (2011-2013): Eisbären Bremerhaven.  Alemania
- (2013-2015): Skyliners Frankfurt.  Alemania
- (2015): Soles de Mexicali.  México
- (2015-2016): Nilan Bisons.  Finlandia
- (2016): Soles de Mexicali.[3]  México